# Грулёвский сельсовет
Грулёвский сельсовет — упразднённая административно-территориальная единица, существовавшая на территории Московской губернии и Московской области в 1927—1954 годах.
Грулёвский с/с был образован в 1927 году в составе Хотебцовской волости Можайского уезда Московской губернии путём выделения из Немировского с/с.
В 1929 году Грулёвский с/с был отнесён к Новопетровскому району Московского округа Московской области.
20 мая 1930 года Грулёвский с/с был передан в Рузский район.
4 января 1939 года Грулёвский с/с был передан в состав нового Осташёвского района.
17 июля 1939 года к Грулёвскому с/с были присоединены Немировский с/с и селение Каменки Таболовского с/с.
4 января 1952 года из Таболовского с/с в Грулёвский было передано селение Зобово.
14 июня 1954 года Грулёвский с/с был упразднён. При этом его территория была передана в Таболовский с/с.